# Zbehy
Zbehy (Hongaars: Üzbég) is een Slowaakse gemeente in de regio Nitra, en maakt deel uit van het district Nitra.
Zbehy telt 2.265 inwoners.

## Geboren
- Kálmán Tihanyi (1897 – 1947), Hongaars elektrotechnicus en uitvinder